# Чехословацько-угорська війна
Чехословацько-угорська війна 1919 року — збройний конфлікт між Радянською Угорщиною та Чехословаччиною. Конфлікт завершився заняттям чехословацькими військами Підкарпатської Русі, м. Шалготарьян і передмістя Братислави на правому березі Дунаю. Для вирішення бойових дій між сторонами, Антанта видала 13 червня 1919 року ноту, яка містила лінію демаркації між чехословацькими та угорськими частинами. Ця лінія, з невеликими змінами, стала основою чехословацько-угорського кордону, затвердженого Тріанонським договором 4 червня 1920 року

## Територіальні претензії Чехословаччини до Угорщини (1918)
Основу чехословацько-угорського конфлікту становив територіальний спір. До моменту завершення Першої світової війни лідери чехословацького руху виношували ряд територіальних претензій до Угорського королівства. По-перше, вони вимагали об'єднання населених словаками районів Північної Угорщини з Чехією. Доповнюючи цю програму стратегічними вимогами, чехословакісти претендували на угорські території на північ від лінії Пресбург (з 1919 р. Братислава)-Комарно-Естергом-Вац-Рімавська Субота-Кошиці-Чоп і закінчуючи Сігету-Мармарцією на сході, тобто ті райони, де переважало мадярське або русинське населення. Найвіддаленішим пунктом чехословацьких претензій на південному сході був Мішкольц. Крім того, керівництво проголошеної 28 жовтня 1918 Чехословаччини розраховувало на розширення територій їх держави за рахунок т. зв. «Слов'янського коридору», що проходить по Західній Угорщині.

## Спроби врегулювання чехословацько-угорської територіально-політичної суперечки дипломатичними методами (осінь 1918— весна 1919рр.)
Претензії ЧСР на угорські території заклали фундамент напружених відносин між Будапештом і Прагою. Перші бойові зіткнення між угорськими та чехословацькими військовими частинами відбулися на початку листопада 1918 року, коли послані з Праги війська спробували зайняти Північно-західні райони Словаччини. Угорські частини, відправлені у відповідь з Будапешта, змогли швидко вибити чехословаків. 20 листопада 1918 року уряд Міхая Карої вирішив запропонувати ЧСР в обмін на евакуацію своїх військ продовольчі концесії, створивши, одночасно, у Верхній Угорщині словацьку автономію. 3 грудня 1918 року Антанта зажадала у Карої вивести угорські війська зі Словаччини, яка підлягає окупації ЧСР. Під цим тиском Угорщина погодилася на чехословацьку окупацію своїх північних районів. 6 грудня 1918 року чехословацький представник в Будапешті Мілан Годжа погодив з угорським міністром оборони Альбертом Барт лінію тимчасової демаркації між наступаючими чехословацькими і відступаючими угорськими військами. Лінія проходила на північ від Пресбурга і тяглася на сході до Ужгорода, далі повертаючи на північ, залишаючи Пресбург, Кошиці та Ужгород на угорській стороні. 23 грудня 1918 року Антанта направила Карої нову ноту, яка містила іншу лінію демаркації між ЧСР та Угорщиною, передаючи ЧСР більше територій, ніж угода Барта-Годжа. Нова межа йшла вздовж Дунаю, р. Іпой, далі до Римавська Суботи, закінчуючи р. Уж. Прем'єр Карої спробував опротестувати такий розділ «Верхньої Угорщини», але позбавлена армії Угорщина була не спроможна на збройний опір. Чехословацькі війська, які швидко просувались на схід, зайняли до 20 січня 1919 року території відповідно до лінії 23 грудня 1918 року.

## Поновлення чехословацько-угорських бойових дій (квітень-серпень 1919)
Прихід комуністів до влади в Угорщині в березні 1919 року дав привід міністру закордонних справ ЧСР Едуврду Бенешу вимагати на Паризькій мирній конференції збільшення площі контрольованих чехословаками територій в Угорщині: Бенеш підняв питання окупації Підкарпатської Русі, а також розширенні словацьких кордонів на південь.
15 квітня 1919 румунські війська почали наступ проти Угорщини. Війська ЧСР також перейшли в наступ проти Угорщини та 27 квітня 1919 року рушили на Мішкольц і почали проникнення в Підкарпатську Русь. 1 травня 1919 року нарком закордонних справ Угорщини Бела Кун відправив телеграму чехословацькому, румунському і сербському урядам, де він визнавав їх «територіально-національні» вимоги. У відповідь Кун вимагав припинення інтервенції. Тим часом, чехословацькі та румунські війська продовжували наступ, зайнявши Підкарпатську Русь, Мішкольц і вийшовши до р. Тиса. 10 травня 1919 року угорські війська почали бойові дії проти румунів і 20 травня 1919 року перейшли в контратаку проти чехословацьких військ. Контрнаступ проти військ ЧСР проходило успішно і розгорнулося в трьох напрямках: на Мішкольц-Кошиці, на Лученець і на Лівиці. До кінця травня 1919 року Червона армія УРР зайняла Східну Словаччину.
Чехословацька дипломатія спробувала використати угорський наступ в Словаччині для виправдання нових територіальних претензій. 5 червня 1919 року президент Томаш Масарик запропонував Бенешу узгодити з Антантою чехословацьку окупацію правого берега Дунаю між Братиславою і Комарно і перенесення лінії демаркації до 30 км на північ від Будапешта. Масарик навіть запропонував розглянути варіант тимчасового заняття Будапешта і вважав актуальним знову підняти на Паризькій мирній конференції проєкт «слов'янського коридору».
Тим не менш, Великі держави задовольнили нові претензії ЧСР частково. Верховна Рада Паризької мирної конференції повідомила 13 червня 1919 року ЧСР остаточну лінію демаркації в Угорщині, яка, в основному повторюючи демаркаційну лінію від 23 грудня 1918 року в Словаччині, передавала під Чехословацьку окупацію Підкарпатську Русь. 16 червня 1919 року Кун повідомив представникам Антанти і ЧСР про початок виведення угорських військ зі Словаччини. Тим не менш, бої між арміями ЧСР і УРР тривали. Обидві сторони звинувачували один одного у невиконанні перемир'я і не бажали складати зброю. Тільки 24 червня 1919 року Кун дав остаточний наказ угорським військам покинути територію Словаччини.
У день передбачуваного початку евакуації Червоної армії з ЧСР, 16 червня 1919 року в зайнятому угорською армією Пряшеві була проголошена Словацька Радянська Республіка (СРР). Тим не менш, евакуація угорських військ привела до її падіння, чий уряд покинуло Словаччину разом з останніми частинами угорської Червоної армії 1 липня 1919 року.
Тим часом, незважаючи на протести Антанти, наступ румунської армії вглиб Угорщини тривав. Передбачаючи військовий колапс радянського режиму, 1 серпня 1919 року уряд Б. Куна подав у відставку, передавши владу соціал-демократам, яких очолив Дьюла Пейдль. ЧСР, користуючись черговим «угорським хаосом», ввела свої війська в Шалготар'ян і розширила чехословацький плацдарм на правому березі Дунаю навпроти Брастислави (район Петржалка). Ці дії порушували лінію чехословацько-угорської демаркації від 13 червня 1919 року, що викликало нове невдоволення Антанти. Таким чином, в результаті боїв травня-серпня 1919 року Румунія зайняла центральну частину Угорщини, а Чехословаччина, з дозволу ПМК, окупувала, крім Словаччини, і Підкарпатську Русь. Лінія демаркації від 13 червня 1919 була покладена в основу закріплених Тріанонським договором 4 червня 1920 року кордонів.